# 5792 (année hébraïque)
5792 (hébreu : ה'תשצ"ב , abbr. : תשצ"ב) est une année hébraïque qui commencera à la veille au soir du 18 septembre 2031 et se finira le 5 septembre 2032. Cette année comptera 354 jours. Ce sera une année simple dans le cycle métonique, avec un seul mois de Adar. Ce sera la troisième année depuis la dernière année de chemitta.
En l'an 5792, l'État d'Israël fêtera ses 84 ans d'indépendance.

## Calendrier
Ce calendrier hébraïque de l'année 5792 donne les correspondances avec les dates du calendrier grégorien.
Le premier nombre dans chaque case correspond au jour du mois hébraïque. Les jours en couleurs sont des jours remarquables juifs ou israéliens.
| ◄◄ | 5792 | ►► |

## Décès
5787 - 5788 - 5789 - 5790 - 5791 - 5792 - 5793 - 5794 - 5795 - 5796 - 5797